# 1827 Atkinson
1827 Atkinson este un asteroid din centura principală, descoperit pe 7 septembrie 1962, de Goethe Link Obs..